# American Slang
American Slang is het derde studioalbum van de Amerikaanse rockband The Gaslight Anthem. Het album werd uitgegeven op 15 juni 2010 via het platenlabel SideOneDummy Records op lp en cd. Het is daarna meerdere keren heruitgegeven, onder andere op cassette. Het album heeft één single voortgebracht, het gelijknamige "American Slang" (2010). Het werd over het algemeen goed ontvangen door recensenten.
American Slang is na The '59 Sound (2008) het tweede en laatste studioalbum dat de band heeft laten uitgeven via OneSideDummy Records. Het album werd geproduceerd door Ted Hutt, die ook The '59 Sound voor de band heeft geproduceerd.

## Nummers
Bij de Australische en Europese cd-versies van het album, die respectievelijk in 2011 en 2012 zijn uitgegeven, zit een bonus-cd. Deze cd bevat twee covers: "Antonia Jane" van Lightning Dust en "Tumbling Dice" van The Rolling Stones.
| American Slang 1. "American Slang" - 3:41 2. "Stay Lucky" - 3:09 3. "Bring It On" - 3:27 4. "The Diamond Church Street Choir" - 3:12 5. "The Queen of Lower Chelsea" - 3:39 6. "Orphans" - 3:23 7. "Boxer" - 2:47 8. "Old Haunts" - 3:30 9. "The Spirit of Jazz" - 3:13 10. "We Did It When We Were Young" - 4:16 | Bonus-cd 1. "American Slang" (akoestisch) - 3:44 2. "Boxer" (akoestisch) - 3:05 3. "The Queen of Lower Chelsea" (akoestisch) - 4:12 4. "Antonia Jane" - 2:43 5. "Tumbling Dice" - 3:10 6. "She Loves You" - 3:40 |

## Muzikanten
Band
- Brian Fallon - zang, gitaar
- Alex Rosamilia - gitaar, achtergrondzang
- Alex Levine - basgitaar, achtergrondzang
- Benny Horowitz - drums, achtergrondzang

Achtergrondzangers
| - Bryan Kienlin - Pete Steinkopf - Dave Franklin - Ted Hutt | - Hollie Fallon - Tom DuHamel - Jesse Malin |